# Gran Campo Nevado
Gran Campo Nevado är en iskalott i Chile.   Den ligger i regionen Región de Magallanes y de la Antártica Chilena, i den södra delen av landet, 2 200 km söder om huvudstaden Santiago de Chile. Arean är 200 kvadratkilometer.
Trakten runt Gran Campo Nevado består i huvudsak av gräsmarker. Trakten runt Gran Campo Nevado är nära nog obefolkad, med mindre än två invånare per kvadratkilometer.